# Olha Jackoweć
Olha Jurijiwna Jackoweć (ukr. Ольга Юріївна Яцковець; ur. 16 października 1997 w Berdiańsku) – ukraińska koszykarka występująca na pozycji silnej skrzydłowej, reprezentantka kraju, od 2023 koszykarka MBK Rużomberk.

## Osiągnięcia
Stan na 22 marca 2024, na podstawie, o ile nie zaznaczono inaczej.

### Drużynowe
- Mistrzyni Słowacji (2019, 2020)[3][4]
- Wicemistrzyni:
  - Słowacji (2018)
  - Ukrainy (2017)[5]
  - Szwajcarii (2021)[6]
- Zdobywczyni pucharu:
  - Słowacji (2019, 2020)[3][4]
  - Ukrainy (2017)[5]
- Finalistka Superpucharu Szwajcarii (2020)[6]

### Indywidualne
(* – nagrody przyznane przez portal eurobasket.com)
- MVP:
  - sezonu ligi*:
    - ukraińskiej (2015, 2016, 2017)[7][8][5]
    - słowackiej (2020)[4]

  - Pucharu Ukrainy (2017)[5]
- Najlepsza*:
  - środkowa ligi ukraińskiej (2015–2017)[7][8][5]
  - skrzydłowa ligi słowackiej (2020)[4]
- Zaliczona do I składu ligi*:
  - słowackiej (2020)[4]
  - ukraińskiej (2015–2017)[7][8][5]
  - szwajcarskiej (2021)[6]
- Liderka:
  - strzelczyń ligi:
    - słowackiej (2020 – 17,4)[4]
    - ukraińskiej (2015 – 23,5, 2016 – 25)[7][8]

  - w zbiórkach ligi ukraińskiej (2016 – 13,2)[8]

### Reprezentacja

#### Seniorska
- Uczestniczka:
  - mistrzostw Europy (2017 – 10. miejsce, 2019 – 16. miejsce)[9][10]
  - kwalifikacji do Eurobasketu (2017, 2019, 2021)

#### Młodzieżowe
- Uczestniczka mistrzostw Europy:
  - U–20 (2014 – 12. miejsce, 2015 – 16. miejsce)
  - dywizji B:
    - U–20 (2016 – 9. miejsce, 2017 – 9. miejsce)
    - U–18 (2013 – . miejsce, 2014 – 9. miejsce, 2015 – 13. miejsce)
    - U–16 (2012 – 6. miejsce, 2013 – 11. miejsce)